# Strömsvattnet
Strömsvattnet er et naturreservat og en lang smal sø i Strömstads kommun i landskapet Bohuslän i Västra Götalands län i Sverige. Naturreservatet omfatter et smalt område med strandenge med græsning mellem E6 og vandrige strande ved søen øst for Strömstad. Det blev oprettet i 1972 og er ca. 196 hektar stort. Området er et Natura 2000-område og har et varieret fugleliv med blandt andet gråand, rødben, grønbenet rørhøne, toppet lappedykker, blishøne og vandrikse.
Søen har afløb via Strömsån til Skagerrak.

## Eksterne kilder og henvisninger
1. 1 2  Sjöareal och sjöhöjd SMHI, hentet 30. juli 2012
2. ↑  - VattenInformationsSystem för Sverige - Övervakningsstation: Strömsvattnet læst 30. juli 2012

- Länsstyrelsen Västa Götalands län om Strömsvattnet